# 이상준 (1992년)
이상준(1992년 10월 6일 ~ )은 대한민국의 전직 스타크래프트 II 프로게이머이다. 종족은 저그이며, 아이디는 Rare이다.
2011년 하반기 드래프트에서 CJ 엔투스의 2차 지명으로 입단하였다.
2014년 7월 은퇴하였다.

## 주요 기록
- 2011년 제2회 스타크래프트 루키리그 준프로 선발전 입상
- 2012년 핫식스 2012 글로벌 스타크래프트 II 리그 시즌 4 Code A 48강